# Philautus jacobsoni
Philautus jacobsoni är en groddjursart som först beskrevs av Van Kampen 1912.  Philautus jacobsoni ingår i släktet Philautus och familjen trädgrodor. IUCN kategoriserar arten globalt som akut hotad. Inga underarter finns listade i Catalogue of Life.